# Marila lactogena
Marila lactogena är en tvåhjärtbladig växtart som beskrevs av José Cuatrecasas. Marila lactogena ingår i släktet Marila och familjen Calophyllaceae. Inga underarter finns listade i Catalogue of Life.